# Richard Hartley
Richard Neville Hartley (* 28. Juli 1944 in Holmfirth, Yorkshire, England) ist ein britischer Komponist.

## Biografie
Richard Neville Hartley begann seine Musikkarriere, als er Mitte der 1960er Jahre als Pianist in Paris arbeitete. Später tourte er mit der Rockband Denny and the Witchdoctors durch Europa. Bei der Aufführung des Musicalstücks Jesus Christ Superstar half er 1972 in London bei der musikalischen Gestaltung. Dabei lernte er den Regisseur Jim Sharman und den Schauspieler Richard O’Brien kennen, für die er spätere mehrere Theaterstücke komponierte. Sein Filmdebüt als Komponist gab er für die 1975 erschienene und von Joseph Losey inszenierte Filmkomödie Die romantische Engländerin. Die 1983 gemeinsam mit Michael Reed veröffentlichte Single The Music Of Torvill And Dean wurde 1984 im UK mit einer Silbernen Schallplatte ausgezeichnet. Er schrieb fortan regelmäßig Musik für Theaterstücke und für Filme. So wurde er 1985 für seine Musik im Abenteuerfilm Sheena – Königin des Dschungels mit der Negativauszeichnung der Goldenen Himbeere für die Schlechteste Filmmusik nominiert. Einen Emmy Award gewann er im Jahr 1999 für seine Musik in Alice im Wunderland.

## Filmografie (Auswahl)
- 1975: Die romantische Engländerin (The Romantic Englishwoman)
- 1976: Schlacht in den Wolken (Aces High)
- 1979: Tödliche Botschaft (The Lady Vanishes)
- 1980: Black out – Anatomie einer Leidenschaft (Bad Timing)
- 1981: Shock Treatment
- 1982: Böses Blut (Bad Blood)
- 1982: Eine Frau wie ein Fisch (La truite)
- 1984: Sheena – Königin des Dschungels (Sheena)
- 1985: Dance with a Stranger
- 1985: Die Jagd nach dem Schwarzgeld (Blue Money)
- 1985: Wölfe jagen nie allein (Hitler’s S.S.: Portrait in Evil)
- 1986: Verfolgt und gejagt (Nazi Hunter: The Beate Klarsfeld Story)
- 1988: Der Dank des Vaterlandes (Tumbledown)
- 1989: Wahn des Herzens (Tree of Hands)
- 1990: Der Marsch (The March)
- 1991: Angst vor der Dunkelheit (Afraid of the Dark)
- 1992: Adam Bede – Schicksal und Leidenschaft (Adam Bebe)
- 1992: Tote Gleise (The Railway Station Man)
- 1993: Ein Mann kehrt heim (The Man Who Cried)
- 1993: Geheime Verführung (The Secret Rapture)
- 1994: Prinzessin Caraboo (Princess Caraboo)
- 1994: Tödliche Gedanken (Murder in Mind)
- 1995: Eine sachliche Romanze (An Awfully Big Adventure)
- 1995: Niemandsland (No Man’s Land)
- 1995: Wilder Zauber (Rough Magic)
- 1996: Fisch & Chips (The Van)
- 1996: Gefühl und Verführung (Stealing Beauty)
- 1997: Playing God
- 1998: Untermieter aus dem Jenseits (Curtain Call)
- 1999: Alice im Wunderland (Alice in Wonderland)
- 1999: Das schnelle Geld – Die Nick-Leeson-Story (Rogue Trader)
- 2000: Don Quichotte (Don Quixote)
- 2000: Brendan trifft Trudy (When Brendan Met Trudy)
- 2003: The Lion in Winter – Kampf um die Krone des Königs (The Lion in Winter)
- 2004: The Life and Death of Peter Sellers
- 2008: Flashbacks of a Fool
- 2012: Große Erwartungen (Great Expectations)

## Auszeichnung
Goldene Himbeere
- 1985: Nominierung für die Beste Filmmusik für Sheena – Königin des Dschungels

Emmy Award
- 1999: Beste Musik für Alice im Wunderland
- 2000: Nominierung für die Beste Musik für Don Quichotte